# Slimmy
Slimmy é um músico português, de nome real Paulo Fernandes, que usa o rock como meio de expressão, mais precisamente o electro rock. Aliando um visual irreverente com um estilo de música viciante, é um dos grandes fenómenos actuais da música Portuguesa.
É oriundo de Rio Tinto, distrito do Porto. Em 2007 a sua banda era constituída por Garcez (baterista) e por Garim (baixista). Em 2010, com algumas alterações, a banda passou a ser constituída também por Funky (guitarrista), Gustavo (DJ) e Tozé (baterista) que ficou no lugar do anterior baterista, para além de Slimmy e Garim.
O seu álbum, Beatsound Loverboy fez furor em Portugal, tendo participado no festival Paredes de Coura.
Teve também a presença de duas músicas suas na série Morangos com Açúcar, nomeadamente Beatsound Loverboy e You Should Never Leave me (Before I Die).
Esteve durante alguns anos em Londres, Inglaterra, onde conheceu várias pessoas do cenário internacional musical estabelecendo contactos importantes, o que lhe proporcionou a ter a música Bloodshot Star na banda sonora da série americana CSI: Miami e a música Self Control nos resumos desportivos do canal televisivo britânico Sky Sports.

O seu álbum Beatsound Loverboy foi considerado o 3º melhor álbum nacional desde 1994, numa votação realizada para comemorar os 15 anos da Antena 3

## Beatsound Loverboy
O seu álbum Beatsound Loverboy tem onze músicas:
1-Beatsound Loverboy 

2-You Should Never Leave Me (Before I Die) 

3-Show Girl

4-Bloodshot Star

5-Self Control

6-Set Me on Fire

7-Far From You

8-On My Own

9-Inside the One

10-All You Gotta' Do Is Stay Alive

11-Good Night, Good Souls

## Be Someone Else
Nos finais de Junho de 2010 lançou o seu 2º album de originais, Be Someone Else, onde constam as músicas dos dois ultimos videoclips The Games You Play e Be Someone Else
1 - Be Someone Else 

2 - Glad I'm lonely 

3 - My Flipside 

4 - NighOut 

5 - The Games You Play 

6 - You give it a shot 

7 - I can't live without you in this town 

8 - So out of control 

9 - Touch (Can only feel if you) 

10 - Open Doors 

11 - Together Forever (Dj Ride mix)

## Links úteis
- Página Oficial: http://www.slimmymusic.com
- Myspace: http://www.myspace.com/slimmyuk